# NGC 4470
NGC 4470 (NGC 4610) é uma galáxia espiral (Sa) localizada na direcção da constelação de Virgo. Possui uma declinação de +07° 49' 26" e uma ascensão recta de 12 horas, 29 minutos e 37,9 segundos.
A galáxia NGC 4470 foi descoberta em 23 de Janeiro de 1784 por William Herschel.